# XChat
XChat, eller X-Chat, är en IRC-klient för GNU/Linux, BSD samt Microsoft Windows. X-Chat är fri programvara under GNU General Public License. Binärer finns tillgängliga för GNU/Linux, BSD och Microsoft Windows, men medan binärerna för GNU/Linux och BSD saknar restriktioner går den officiella Windows-versionen endast att köra i 30 dagar och måste därefter betalas för. Den som besitter kompetens nog kan själv kompilera sig en binär för Windows, då källkoden finns fritt tillgänglig. Utvecklarna har valt att ta betalt för Windows-versionen eftersom den är mer tidsödande att utveckla. Det finns dock tredje parter som kompilerat källkoden själva och gjort binärerna fritt tillgängliga.
Sedan 2012 har Xchat i stort sett slutat utvecklas som mjukvara.
Det senaste källkodspaketet släpptes 2010. Utvecklingen har fortsatt i andra xchat-baserade irc-klienter så som HexChat.